# Edificio American Thread
El Edificio American Thread (en inglés: American Thread Building) es un edificio histórico ubicado en Nueva York, Nueva York. El Edificio American Thread se encuentra inscrito  en el Registro Nacional de Lugares Históricos desde el 20 de enero de 2005.  

## Ubicación
El Edificio American Thread se encuentra dentro del condado de Nueva York en las coordenadas 40°43′14″N 74°00′22″O / 40.720556, -74.006111.